# Sito edilizio
Un sito edilizio è un luogo urbano o edificabile dove si costruisce o si ristruttura un edificio.
L'identificazione del sito edilizio ha assunto maggiore importanza con lo sviluppo del concetto di sostenibilità, che mira alla tutela ed allo sviluppo delle potenzialità del luogo sia esso Ambiente costruito o naturale.
Tale metodologia conduce a considerare oggi più che in passato aspetti naturali, ecologici, energetici, storici, e paesaggistici nella edificazione. Dai vari protocolli sono emersi i fattori essenziali che devono essere seguiti nel caso di interventi edilizi:
- Minimizzare lo sviluppo edilizio in aree naturali;
- Controllare ed armonizzare l'impatto ambientale e storico;
- Considerare le potenzialità energetiche del luogo e l'orientamento degli edifici;
- Ridurre l'isola di calore prodotta dalle nuove edificazioni;
- Progettare trasporti sostenibili.